# Festuca alpina
Festuca alpina là một loài thực vật có hoa trong họ Hòa thảo. Loài này được Suter mô tả khoa học đầu tiên năm 1802.